# القرار الوزاري (السعودية)
القرار الوزاري هو قرار علني يصدر من الوزراء و من في حكمهم باعتماد تعيين أو إصدار اللوائح من الوزير أو الرئيس، وله صفة نظامية قانونية بمعنى يستند إلى نظام قائم. ويحمل توقيع رئيس المجلس وهو الملك، أو نائبه الأول وهو ولي العهد أو نائبه الثاني المعين لهذه المهمة، وهو أكثر الأنظمة والقوانين صدورا، وتمس الشؤون اليومية، وتصدر القرارات الوزارية بعد الاجتماع الأسبوعي لمجلس الوزراء في العاصمة الرياض.